# Crime Pays
Crime Pays (en español Pagos del crimen) es el primer álbum recopilatorio de la dupla de salsa Willie Colón & Héctor Lavoe.

## Álbum y contexto
Publicado en 1972, bajo el sencillo Fania Records, data de una colección antigua de las primeras grabaciones lounge de Willie Colón de finales de los 60 y principios de los 70, principalmente con Héctor Lavoe, antes de su ebullición y reconocimiento musical. 
En el vinilo (presentado como edición limitada) se encuentran incluidos los sencillos «Guajirón», «El titán», «Que lío» y «Eso se baila así».

## Lista de canciones
1. «Che Che Colé» Colón - 3:30
2. «El Malo» Colón - 3:55
3. «Guisando» Colón, Lavoe - 4:00
4. «Jazzy» Colón - 4:00
5. «Juana Peña» Colón, Lavoe - 5:37
6. «Guajirón» Dimond - 5:59
7. «El titán» Colón, Lavoe - 5:21
8. «Que lío» Colón, Lavoe y Joe Cuba - 4:35
9. «Eso se baila así» Colón - 5:15

## Personal

### Músicos
- Willie Colón : trombón, voz
- Héctor Lavoe : voz

### Técnicos
- Jerry Masucci : productor
- Johnny Pacheco : director de grabación
- Izzy Sanabria: diseño
- Len Bauman: fotografía
- Notas: John Child
- Ensamblado y editado originalmente en: Broadway Recording Studios